# Rinzia crassifolia
Rinzia crassifolia är en myrtenväxtart som beskrevs av Porphir Kiril Nicolai Stepanowitsch Turczaninow. Rinzia crassifolia ingår i släktet Rinzia och familjen myrtenväxter. Inga underarter finns listade i Catalogue of Life.